# Natale in Australia

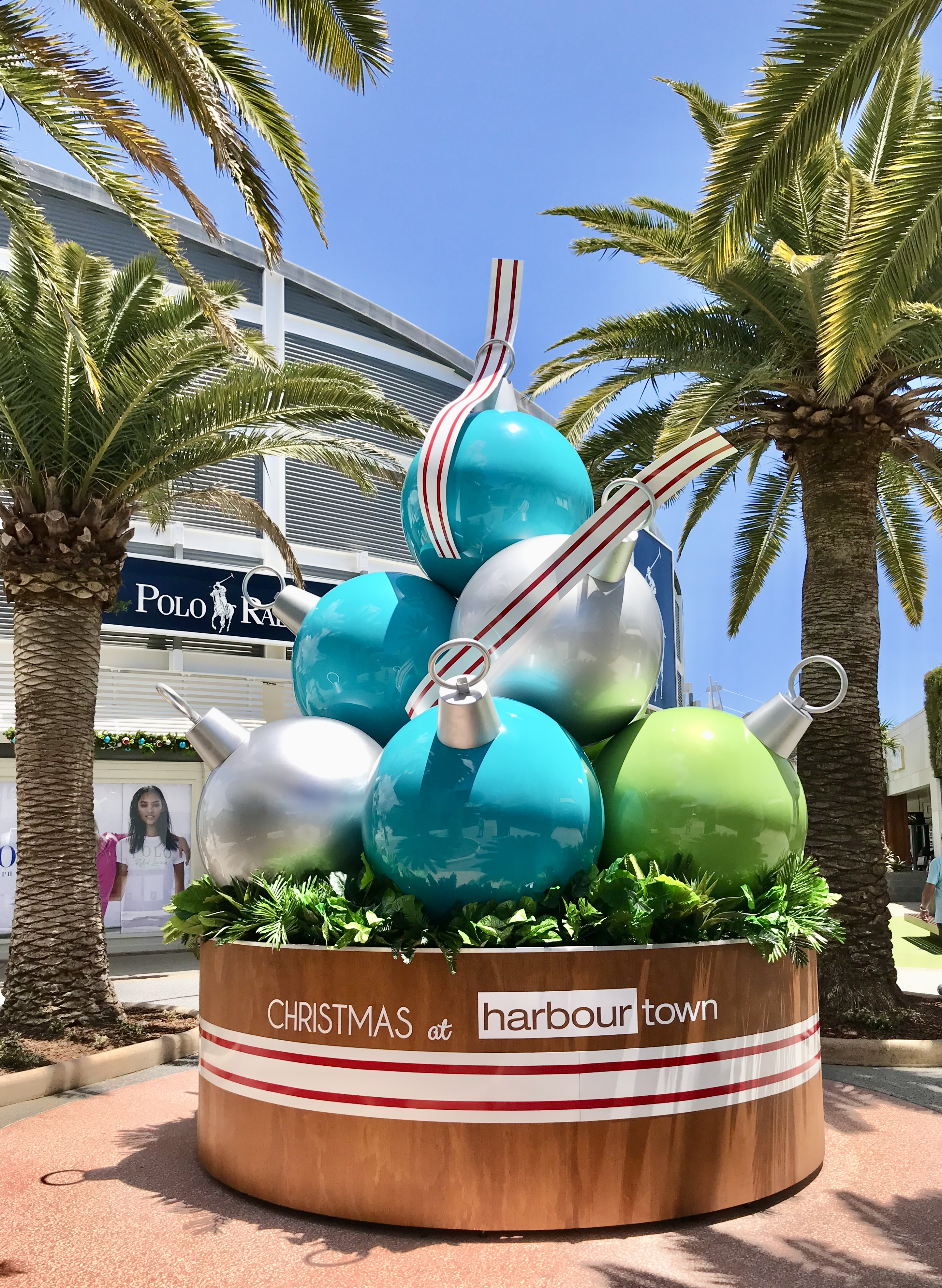
Decorazioni natalizie a Brisbane

Questa voce illustra le principali tradizioni natalizie dell'Australia, oltre agli aspetti storici e socio-economici della festa in questo Paese.

## Informazioni generali

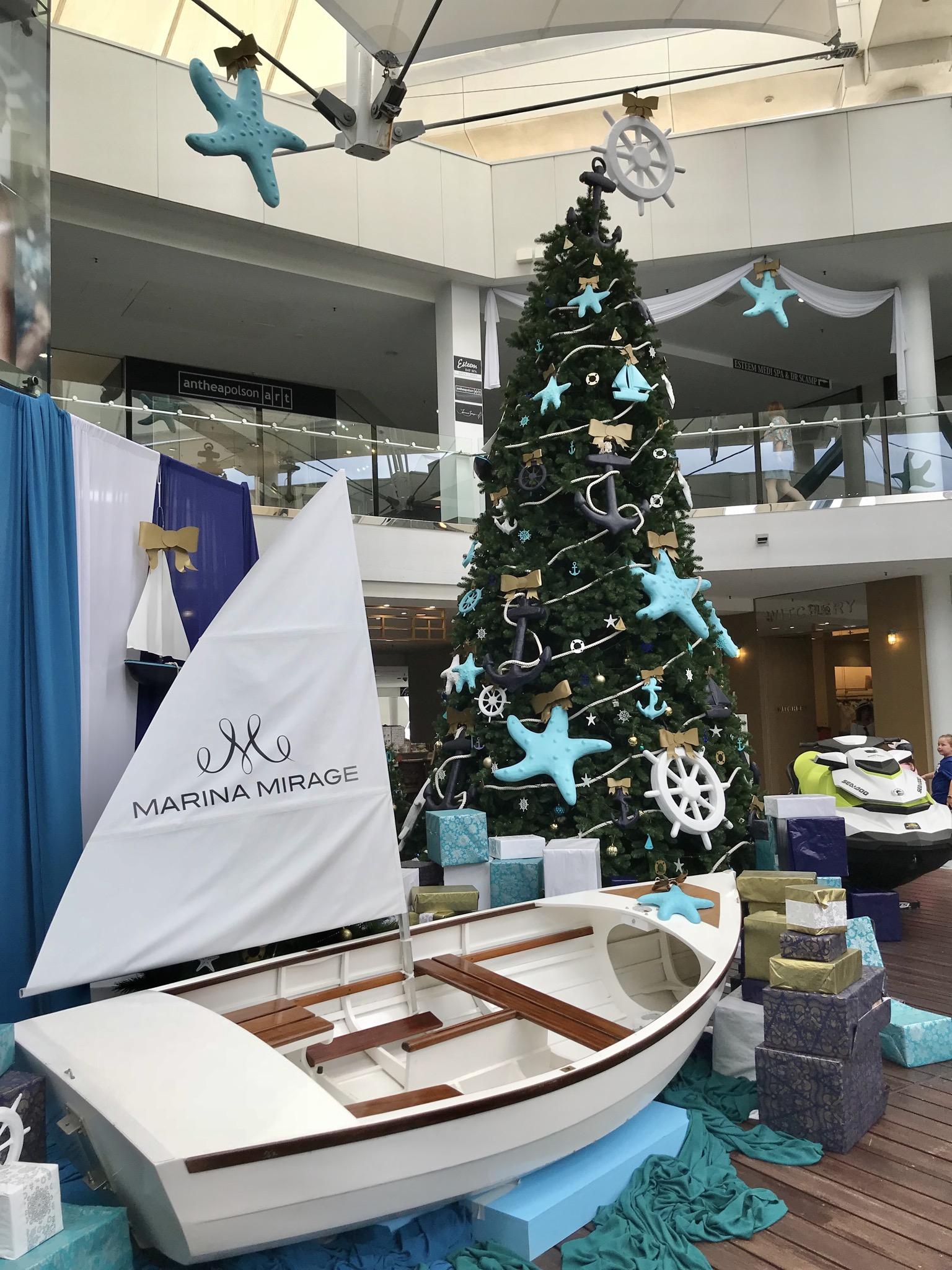
Un albero di Natale in "versione estiva" in Australia

Data la collocazione del Paese nell'emisfero australe, in Oceania le festività natalizie hanno la particolarità rispetto all'Europa e al Nord America (dove cadono all'inizio dell'inverno) di essere celebrate in piena estate. In quel periodo, gli studenti hanno appena iniziato le loro vacanze estive, che vanno appunto da dicembre a fine gennaio o inizio febbraio.
In Oceania, le tradizioni natalizie sono state introdotte dagli immigrati britannici ed irlandesi ed in seguito da quelli di altri Paesi.
Alcune tradizioni (come ad esempio quella di Santa Claus) sono state rielaborate in modo tale da aderire al contesto climatico e culturale del Paese.

## Storia
Le prime celebrazioni del Natale in Oceania risalgono al dicembre 1788 e furono introdotte dai coloni inglesi, giunti nel Paese nel gennaio precedente.
In seguito, nel corso del XIX secolo, si diffuse nel Paese la tradizione di allestire gli alberi di Natale e di spedire le cartoline natalizie.

## Tradizioni popolari

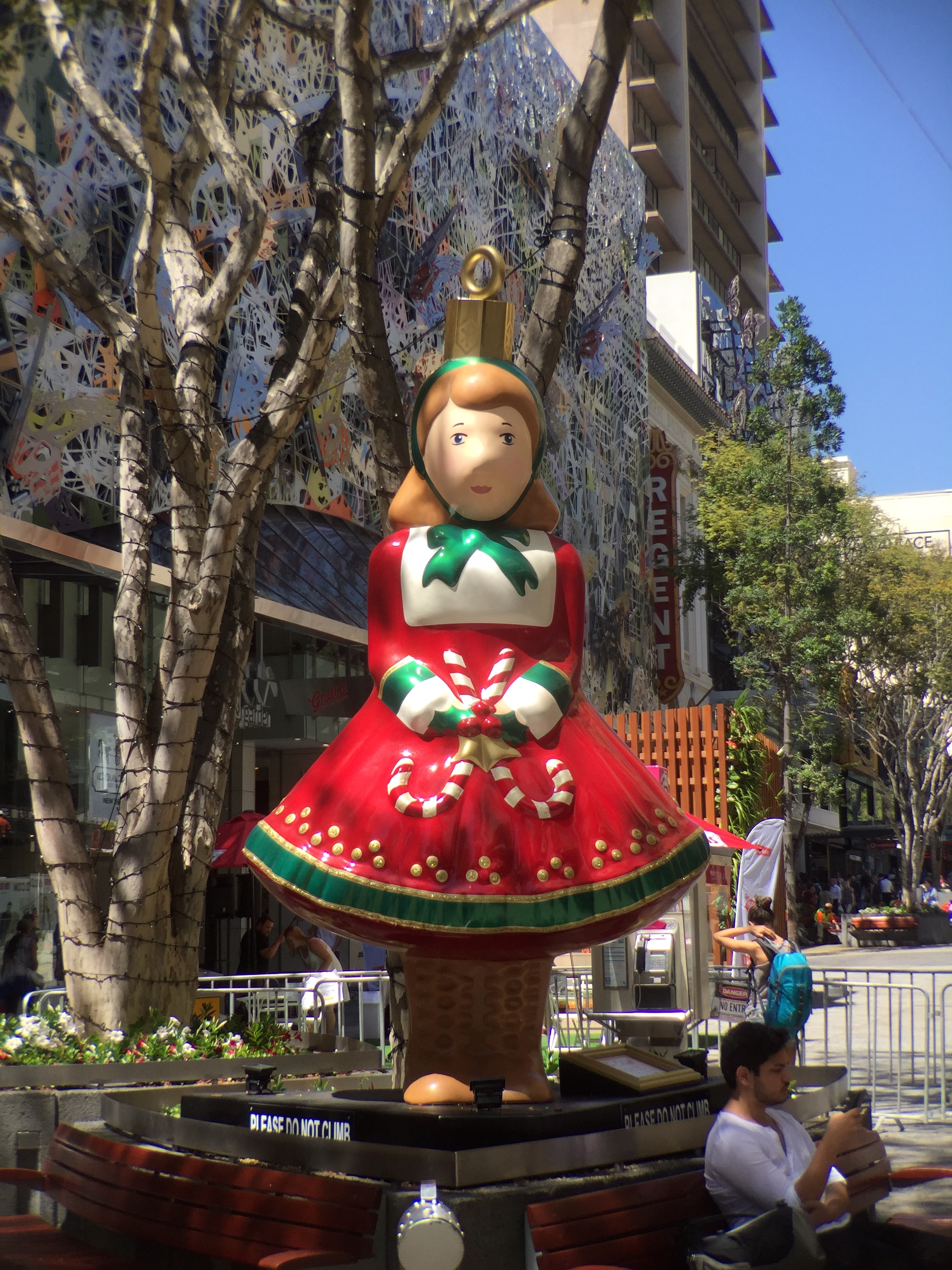
Decorazione natalizia a Brisbane

### Canti a lume di candela
La più famosa tradizione natalizia oceanica è rappresentata dai canti a lume di candela (in inglese: Carols by Candlelight), che ha luogo la Vigilia di Natale e durante la quale migliaia di persone si radunano nei parchi e nei giardini per intonare od ascoltare canti natalizi.
Questa tradizione ebbe origine a Melbourne nel 1938 e fu promossa dal conduttore radiofonico Norman Banks (1905-1985). Ad ispirargli l'idea fu la vista di un'anziana signora che intonava il canto natalizio  Away in a Manger , trasmesso in quel momento in radio.
La tradizione si svolge in modo particolare nei Domain Gardens di Sydney e nel Sydney Myer Music Bowl di Melbourne.
Questa tradizione vede anche la partecipazione di cantanti e gruppi musicali australiani famosi. Tra coloro che vi hanno partecipato, figurano John Farnham, Colin Gery, Niki Webster, Anthony Warlow e The Wiggles.

### La tradizione dell'albero di Natale in Oceania
Celebre è l'albero di Natale allestito davanti al Queen Victoria Building di Sydney, che viene decorato con 60 000 luci e 144 000 cristalli Swarowski.

### La tradizione di Santa Claus in Oceania

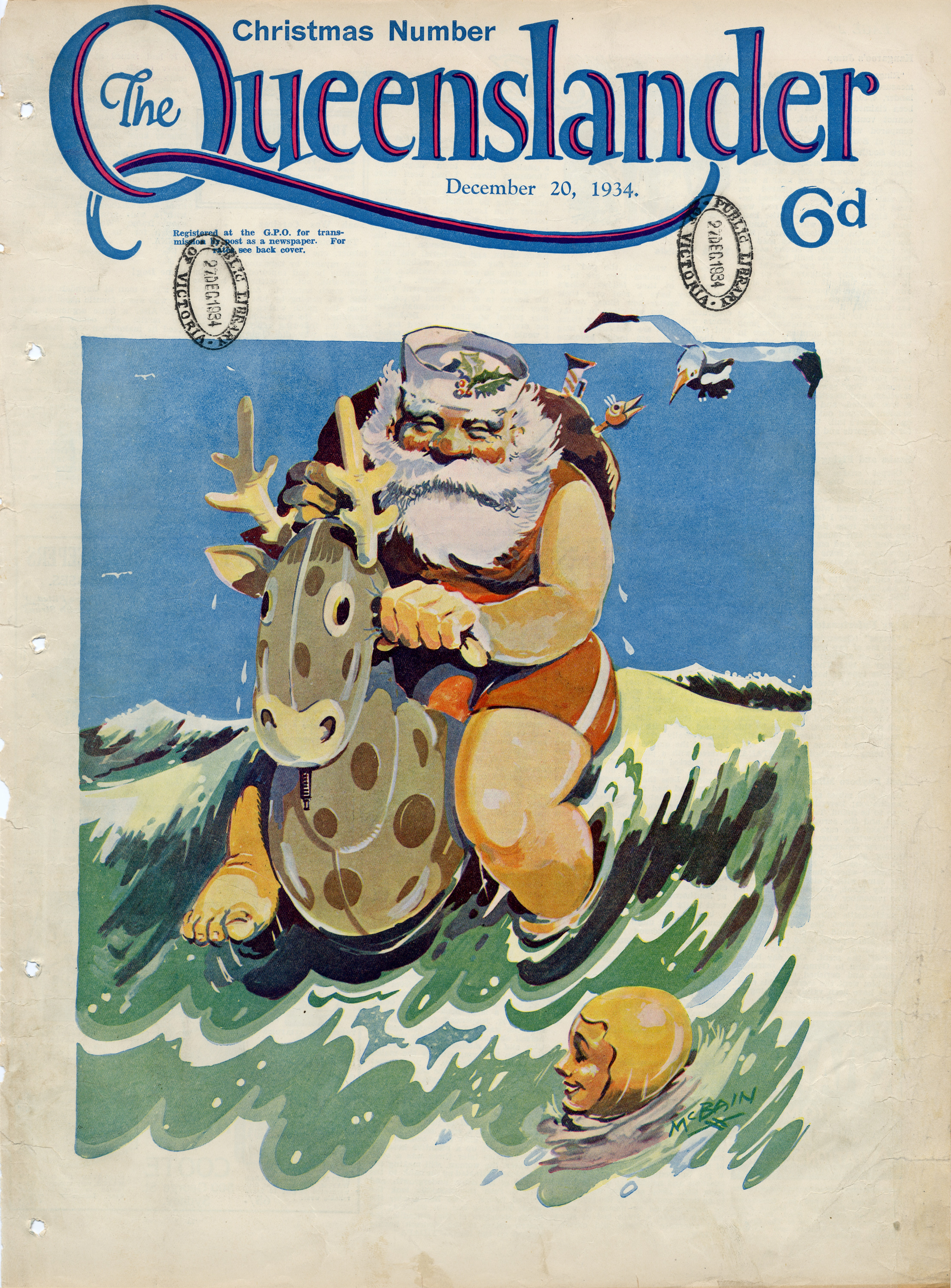
Santa Claus nella copertina del giornale The Queenslander del 20 dicembre 1934

Secondo la tradizione oceanica, Babbo Natale/Santa Claus arriva a bordo di una slitta trainata da sei canguri bianchi, indosso l'akuba (il tipico copricapo australiano) e giunge nelle case per riempire le calze lasciate dai bambini, non dai camini, bensì dalle finestre.
Questa descrizione di Santa Claus ci viene fornita dalla popolare canzone natalizia australiana Six White Bloomers.

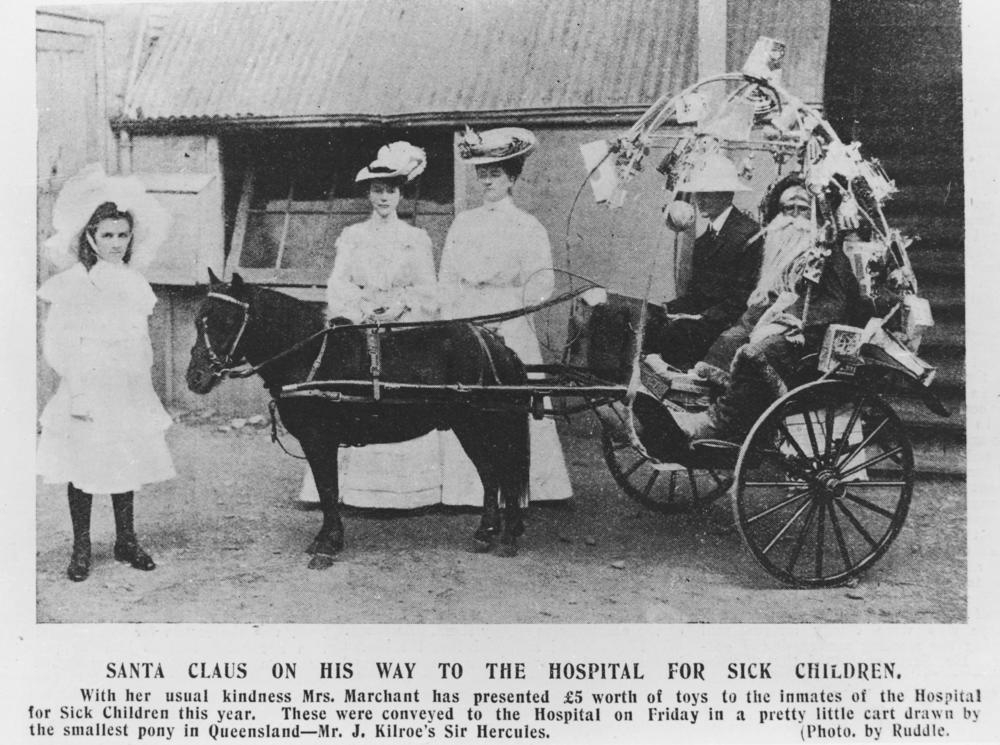
Babbo Natale/Santal Claus nel Queensland nel 1910

### Sfilate

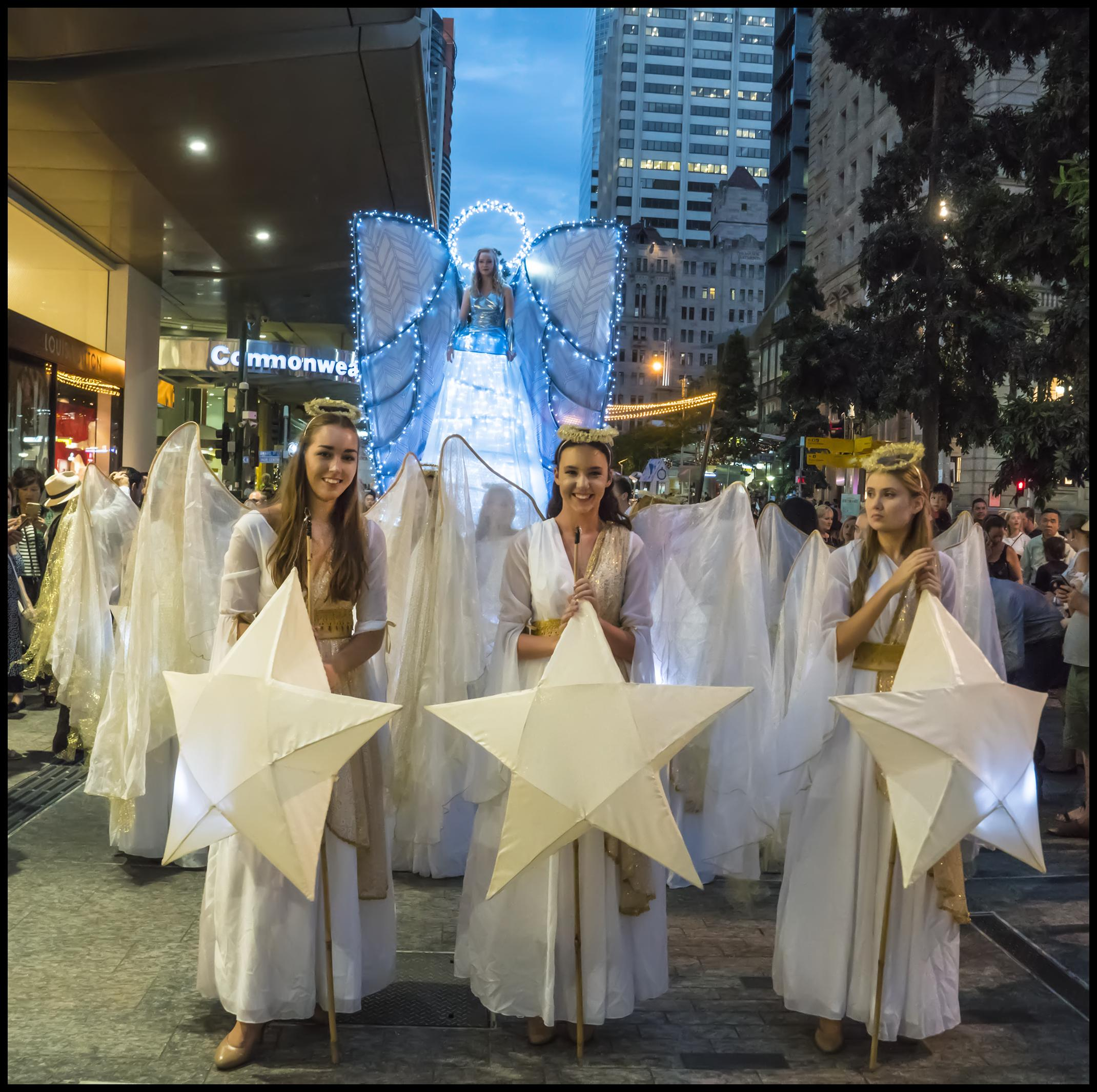
La Brisbane Queen St Mall Christmas Parade

A novembre si svolge ad Adelaide l'Adelaide Christmas Pageant, una sfilata con bande musicali, Babbi Natale, ecc., la cui prima edizione risale al 1933. È la seconda più grande sfilata del mondo dopo quella di Macy's a New York per la festa del Ringraziamento e vede annualmente la partecipazione di circa 400 000 persone.
A Brisbane si svolge invece annualmente dopo la chiusura delle scuole per le vacanze estive la Brisbane Queen St Mall Christmas Parade.

### La tradizione delle cartoline natalizie in Oceania

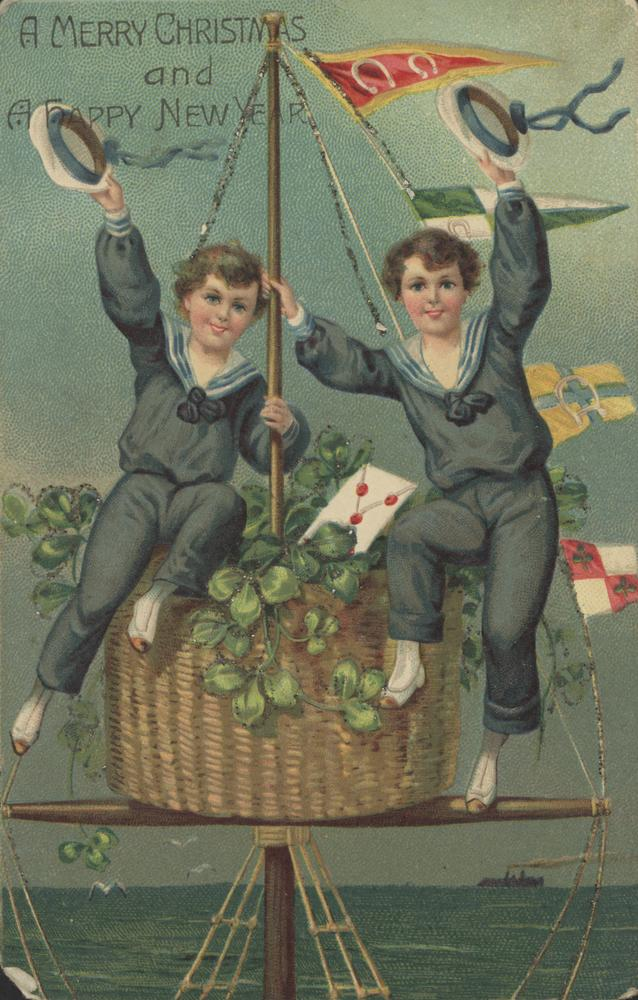
Cartolina natalizia australiana

Si ritiene che le più antiche cartoline natalizie oceaniche furono quelle disegnate da Helena Scott, che furono pubblicate per la prima volta il 9 novembre 1879 nel Sydney Mail. Queste cartoline contenevano dei motivi floreali.
Tra le cartoline natalizie più antiche, si annoverano poi quelle disegnate da Bessie Rouse ed apparse nel 1880 nel Bessie's Rose Album, pubblicato dalla ditta Turner & Henderson di Sydney. Una di queste cartoline recava il messaggio "Wishing you sweet enjoyment of Christmas pleasures".
Concorrente della Turner & Henderson era un'altra compagnia di Sydney, la John Sands, che nel 1881 indisse un concorso tra gli artisti per la realizzazione di cartoline natalizie con soggetti tipicamente australiani. Uno dei vincitori fu l'artista di Sydney Charles Henry Hunt, che disegnò una ragazzina dalle sembianze di fata intenta ad offrire un pudding natalizio ad un vagabondo, mentre partecipava a un pic-nic.

## Gastronomia

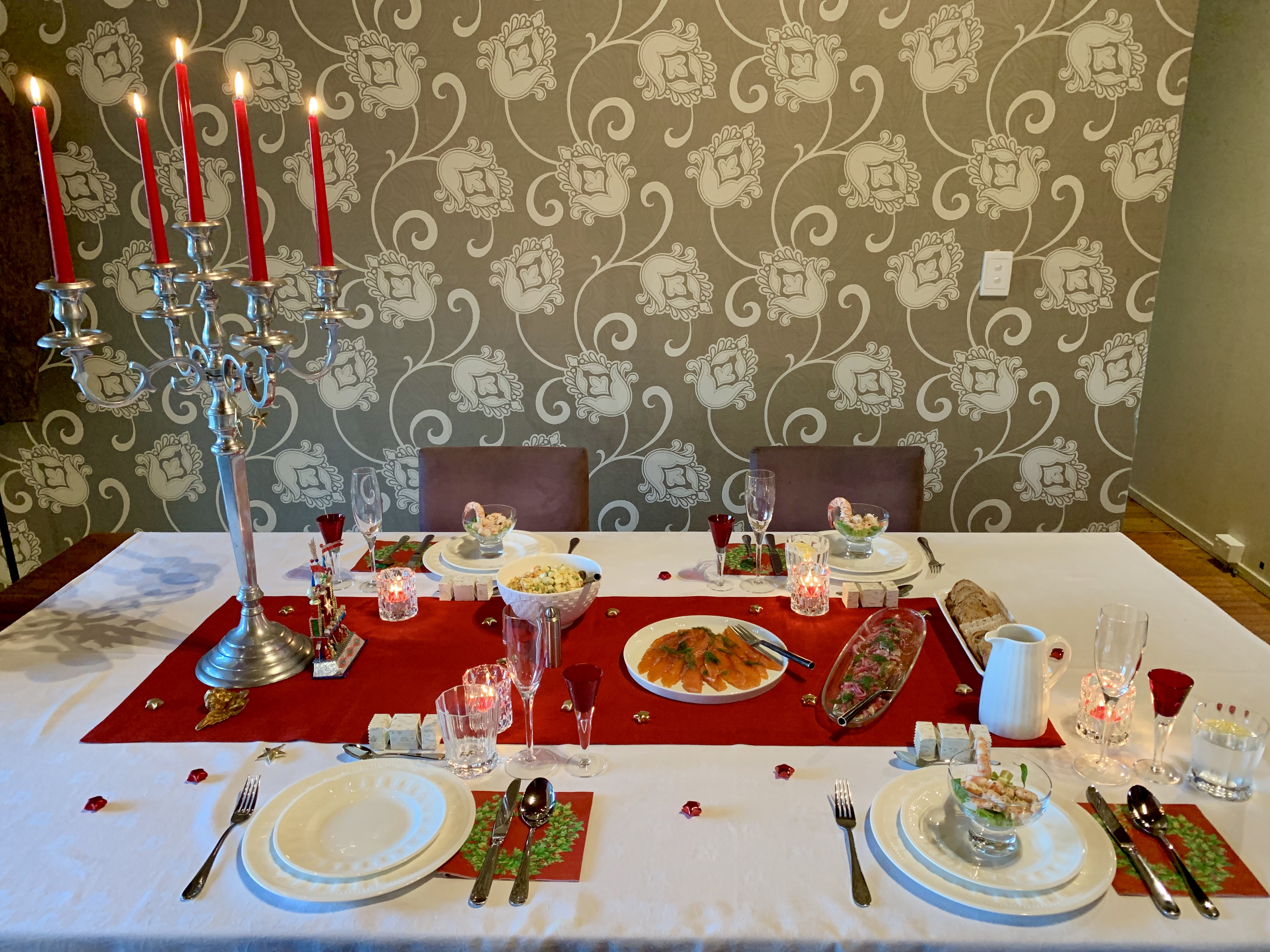
Tavola imbandita per la Vigilia di Natale a Brisbane

Nella cucina natalizia oceanica si evince un evidente influsso britannico, che prevede, tra l'altro, il tacchino come pietanza "principe" delle feste.
Tuttavia, oggi la cena della vigilia di Natale in Oceania è caratterizzata solitamente da piatti freddi; in alternativa, vengono organizzati dei barbecue all'aperto a base di pesce e crostacei.
Si calcola che gli australiani consumino durante le festività natalizie circa 40 000 tonnellate di crostacei.
Tra i dolci tipici figurano il Christmas pudding e i mince pies, entrambi originari del Regno Unito, e la pavlova, una torta originaria della Nuova Zelanda.

## Musica natalizia

### Canzoni natalizie tradizionali originarie dell'Australia
- An Australian Christmas Carol, composta nel 1905 da Joseph Sommers[13]
- Carol of the Birds[14]
- The Christmas Present Polka[15]
- First Hymn for Christmas Day, composta da James Johnson negli anni quaranta del XIX secolo[16]
- The Melbourne Carol, composta da Norman Banks[9]
- The Night of Fear Is Over, composta nel 1929 da Fritz Hart[17]
- Six White Boomers, composta da Rolf Harris[9][7][8][18]
- The Three Dovers, composta nel 1948 da John Wheeler e William G. James[9][18]

### Canzoni natalizie non tradizionali di artisti australiani
- Aussie Jingle Bells, incisa nel 1996 da Bucko & Champs[18][19]
- White Wine in the Sun, incisa da Tim Minchin[19][20]

## Il Natale nella cultura di massa dell'Australia

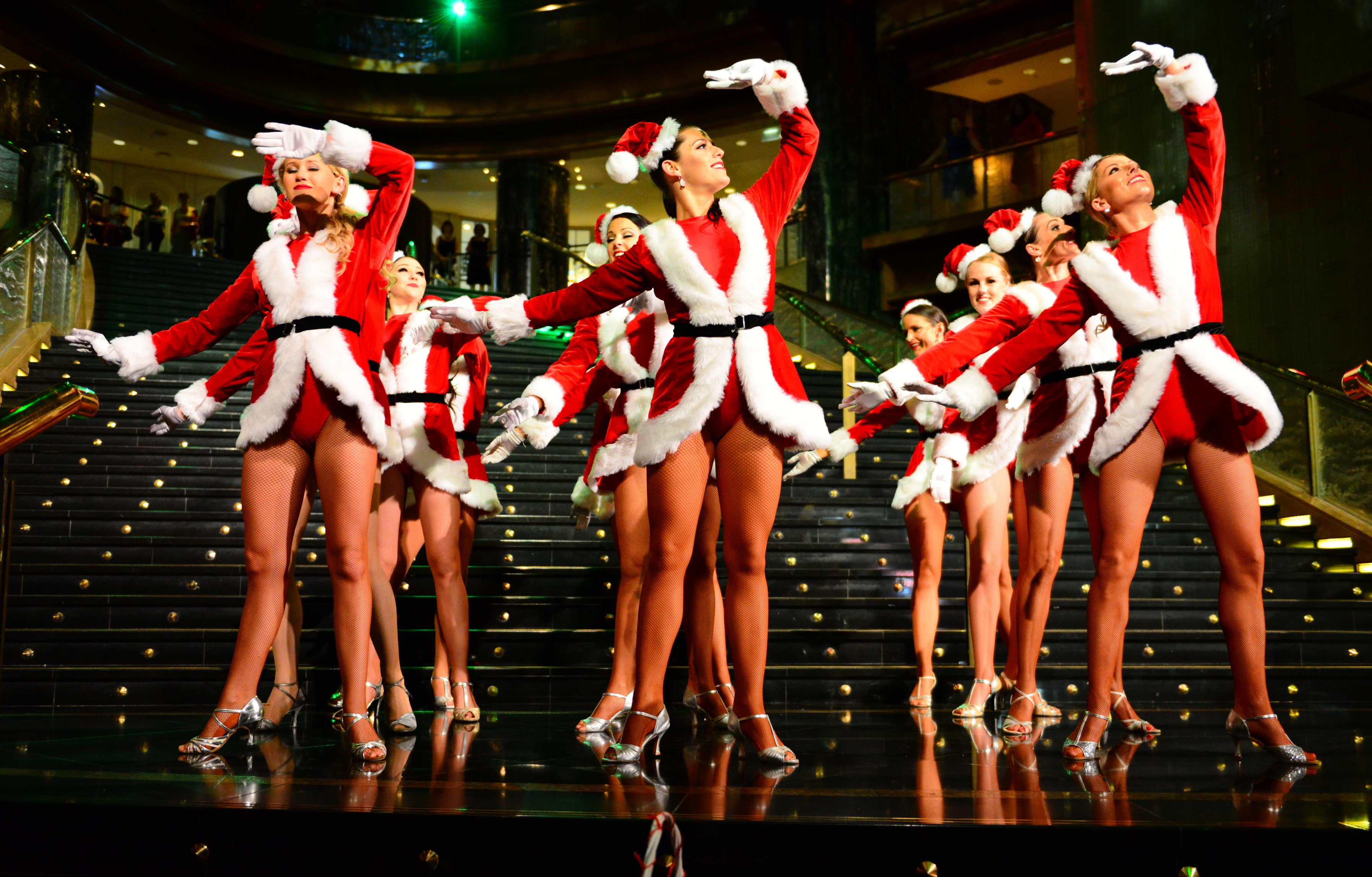
Balletto delle Christmas Belles al Crown Casino di Melbourne

### Cinema
Uno dei più celebri film australiani sulle tradizioni natalizie del Paese è Bush Christmas, girato nel 1947 e diretto da Ralph Smart.

## Galleria d'immagini

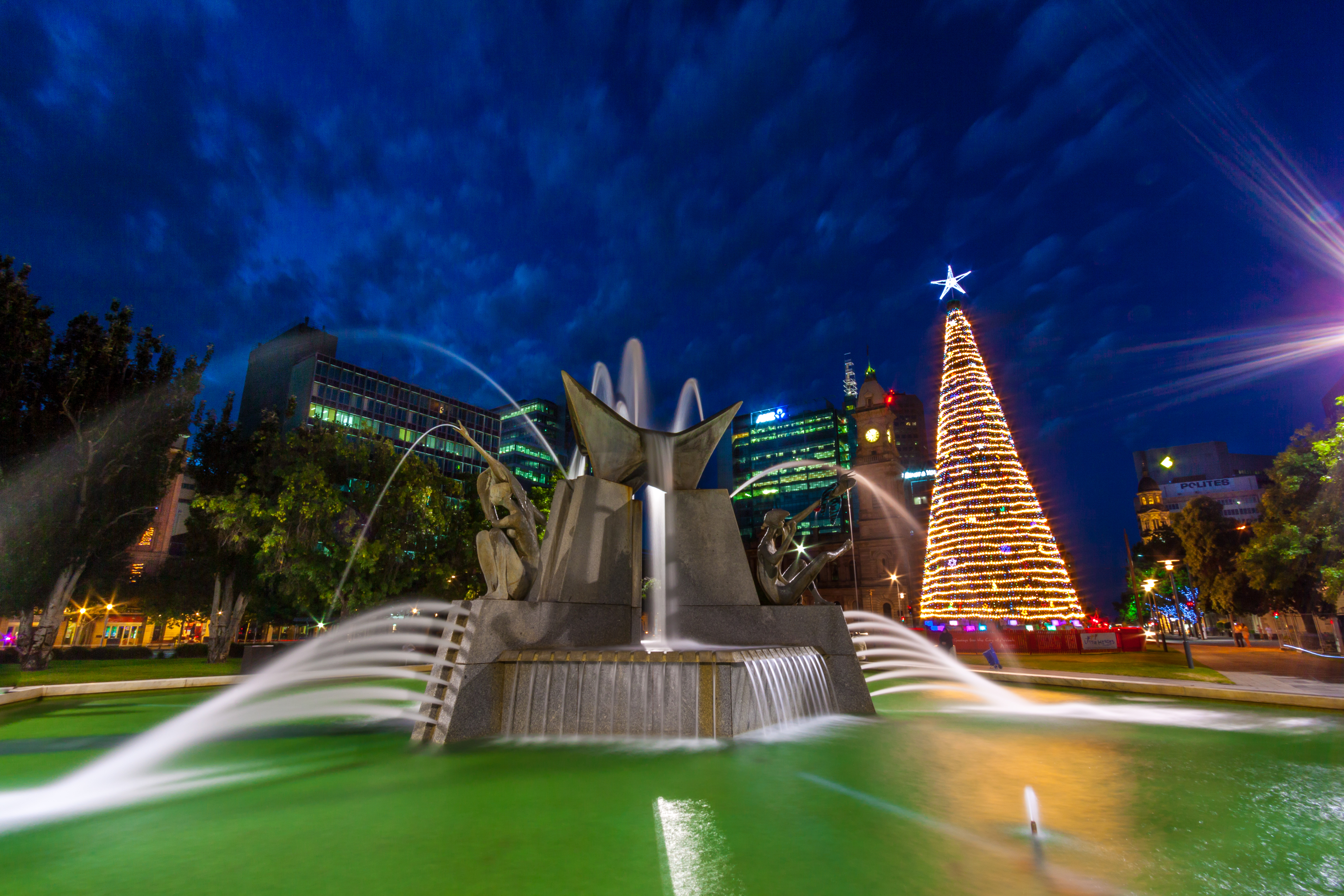
Albero di Natale nella Victoria Square di Adelaide
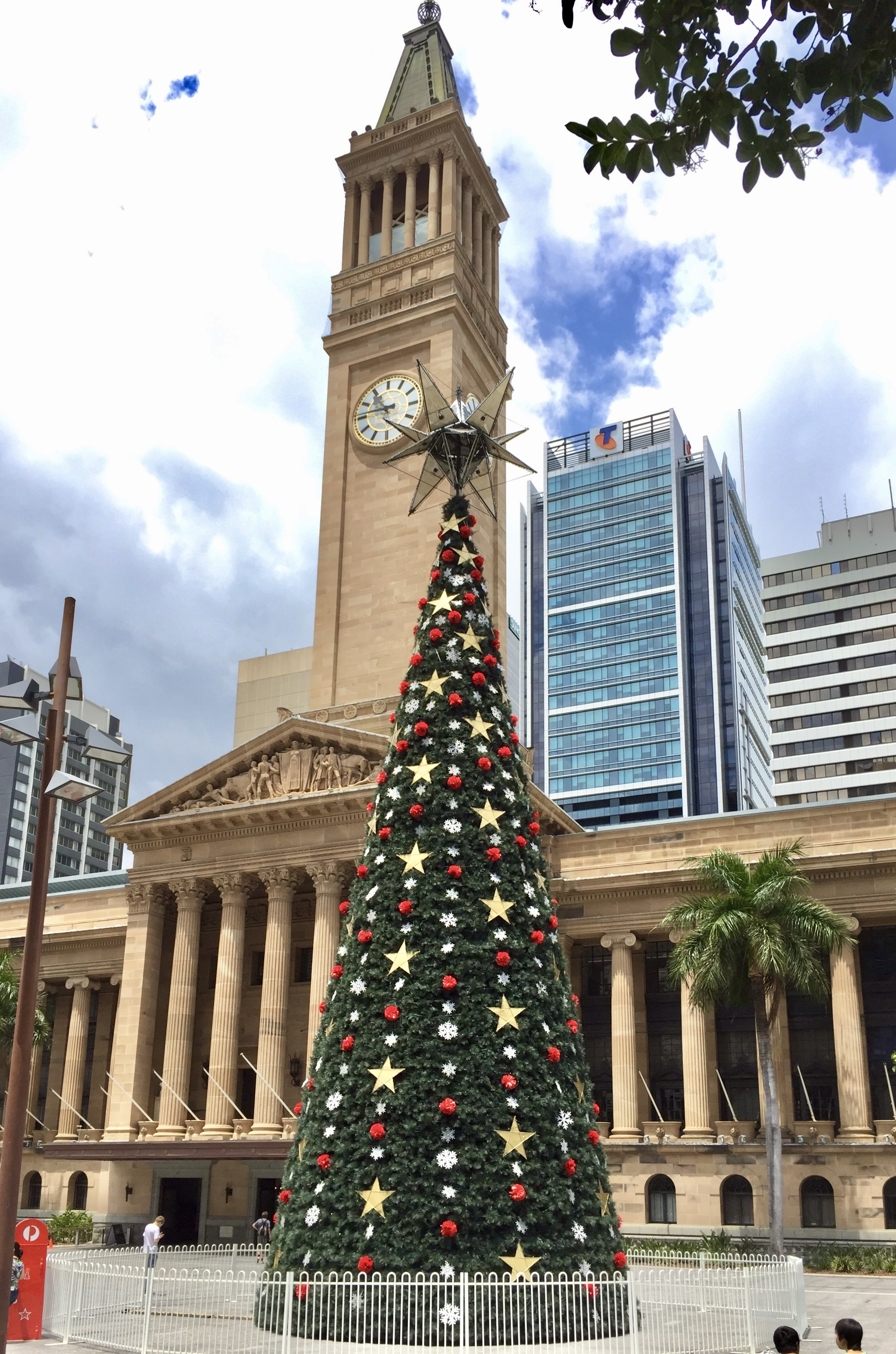
Albero di Natale davanti al municipio di Brisbane
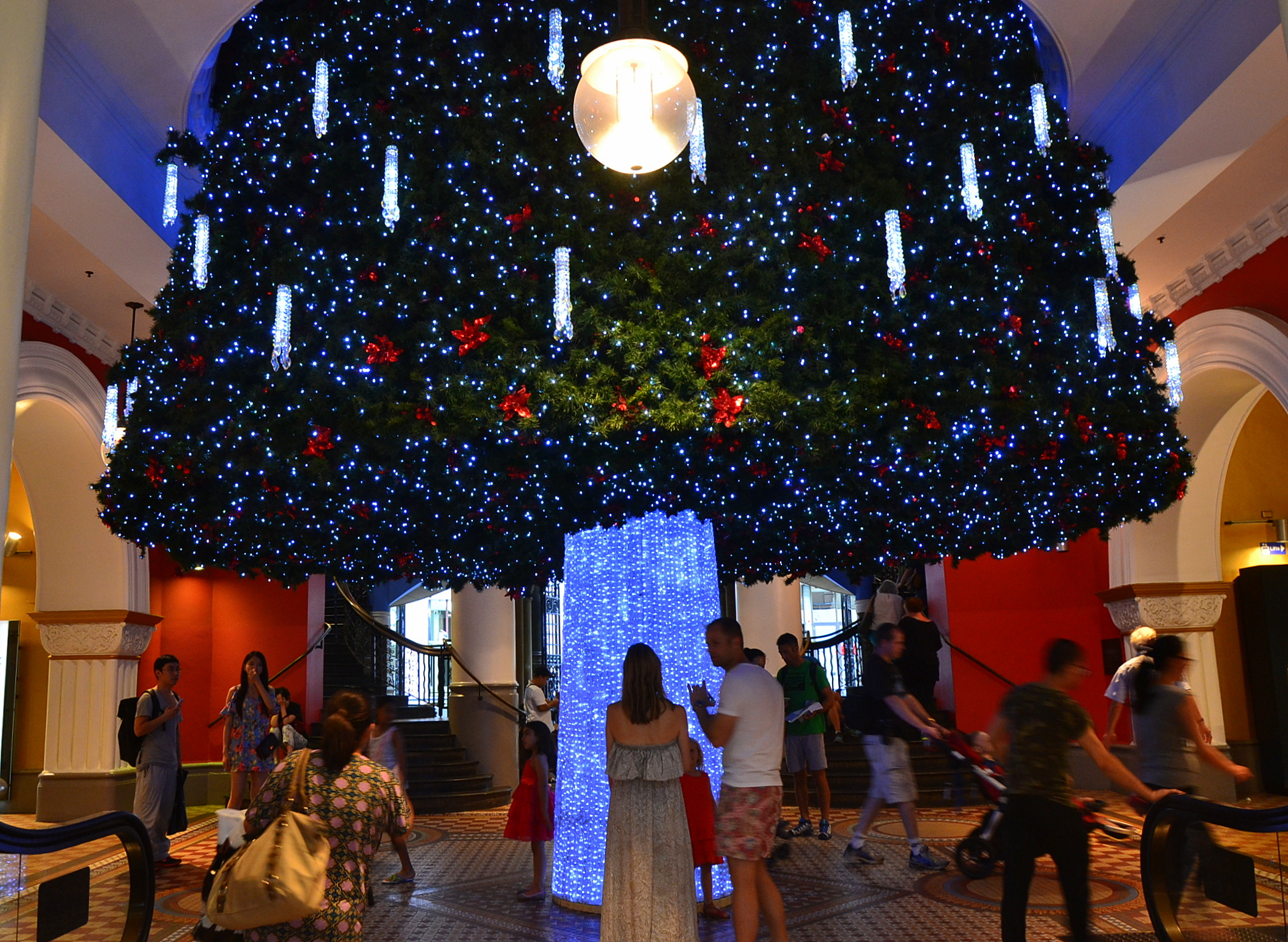
Decorazioni natalizie al Queen Victoria Building di Sydney
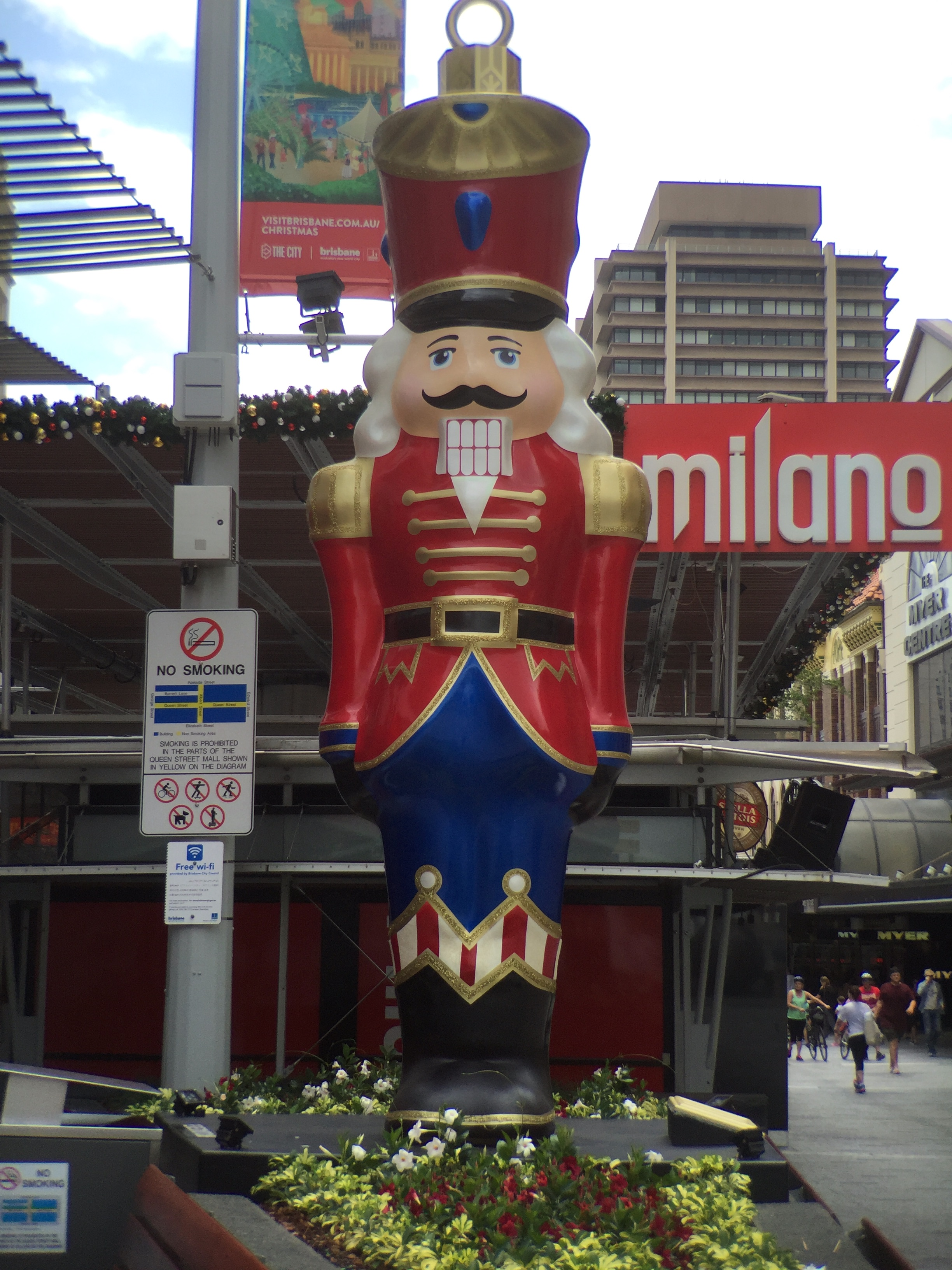
Decorazione natalizia a Brisbane

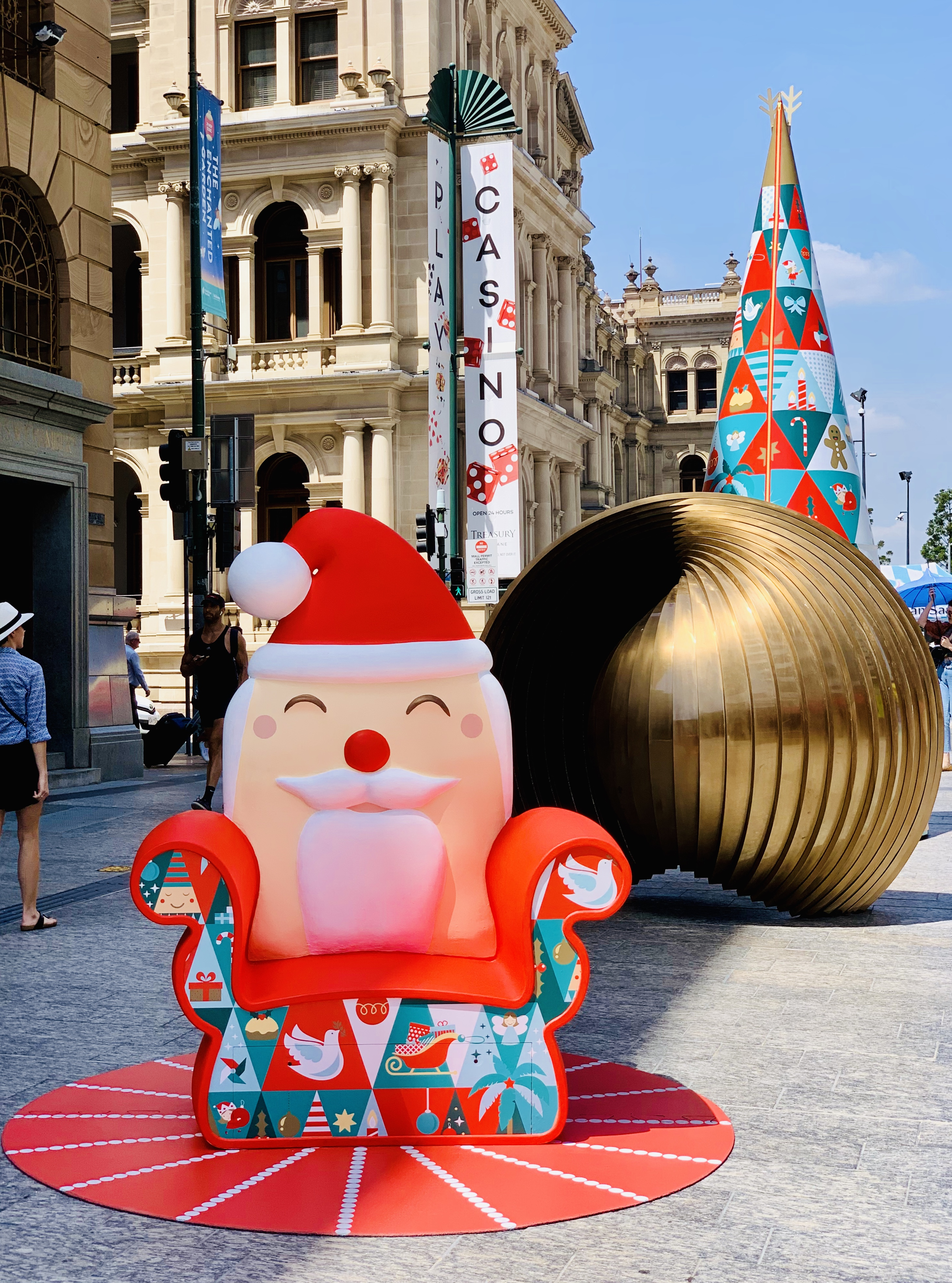
Decorazione natalizia a Brisbane
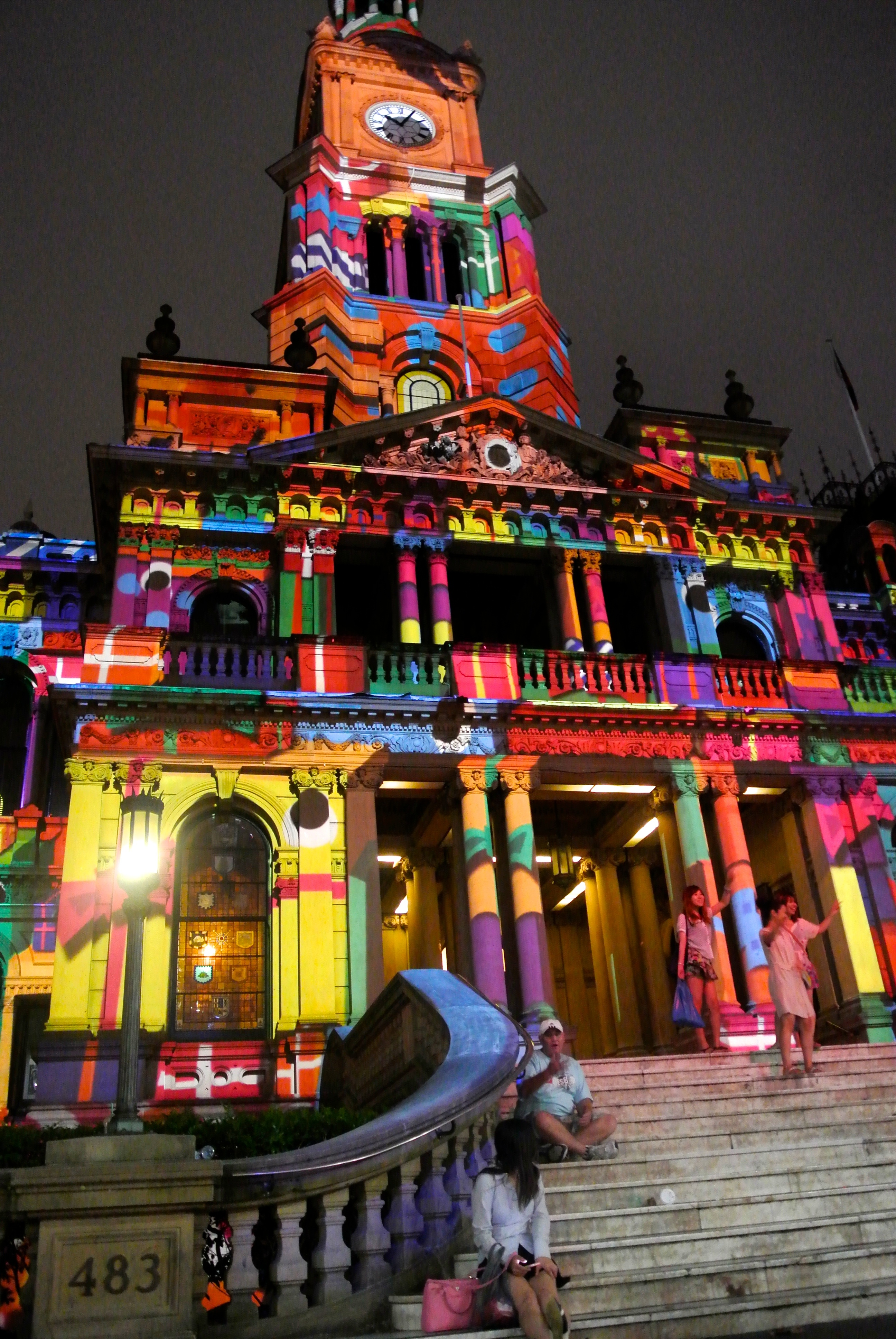
Il municipio di Sydney illuminato dalle luci natalizie
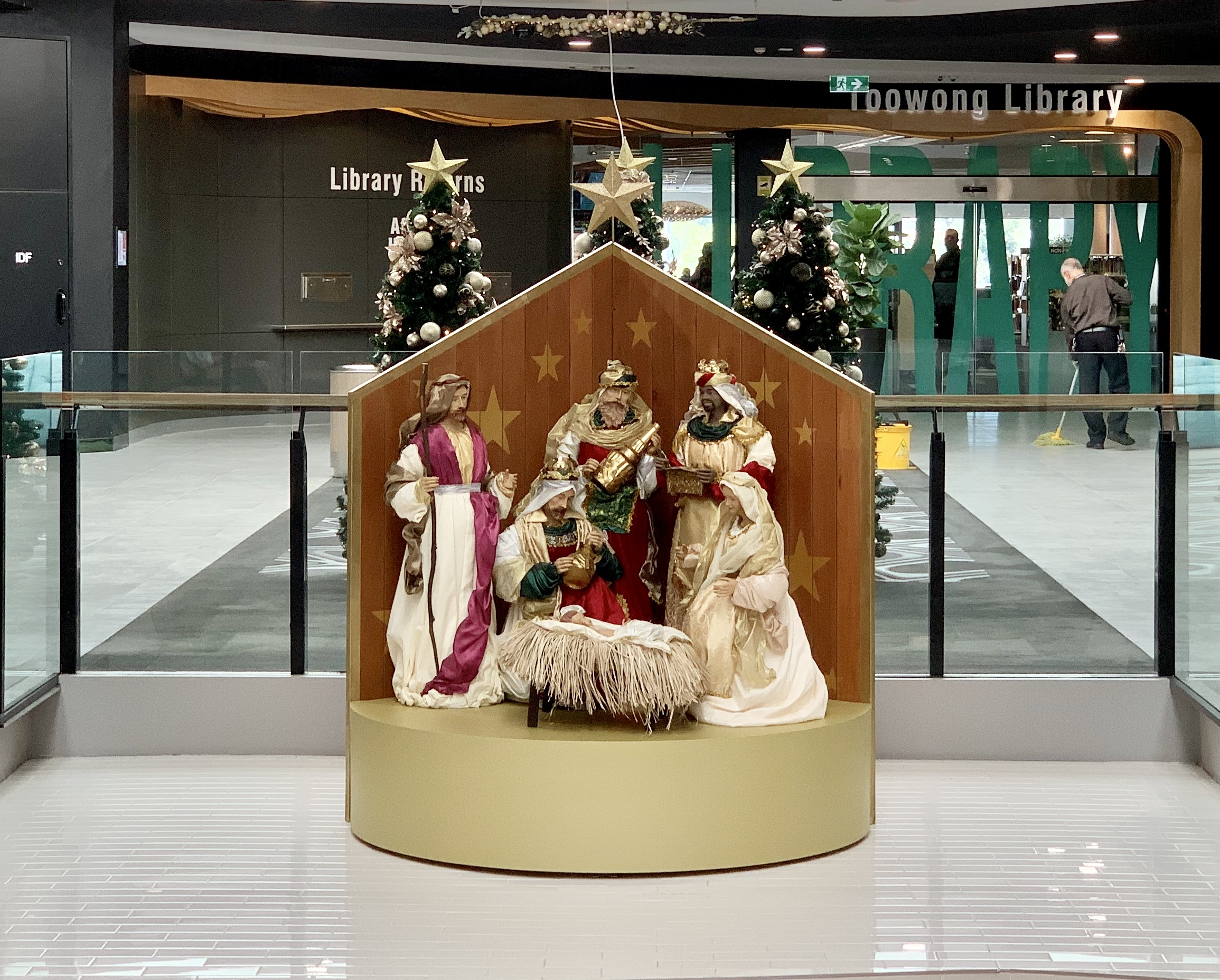
Presepe in un centro commerciale di Brisbane
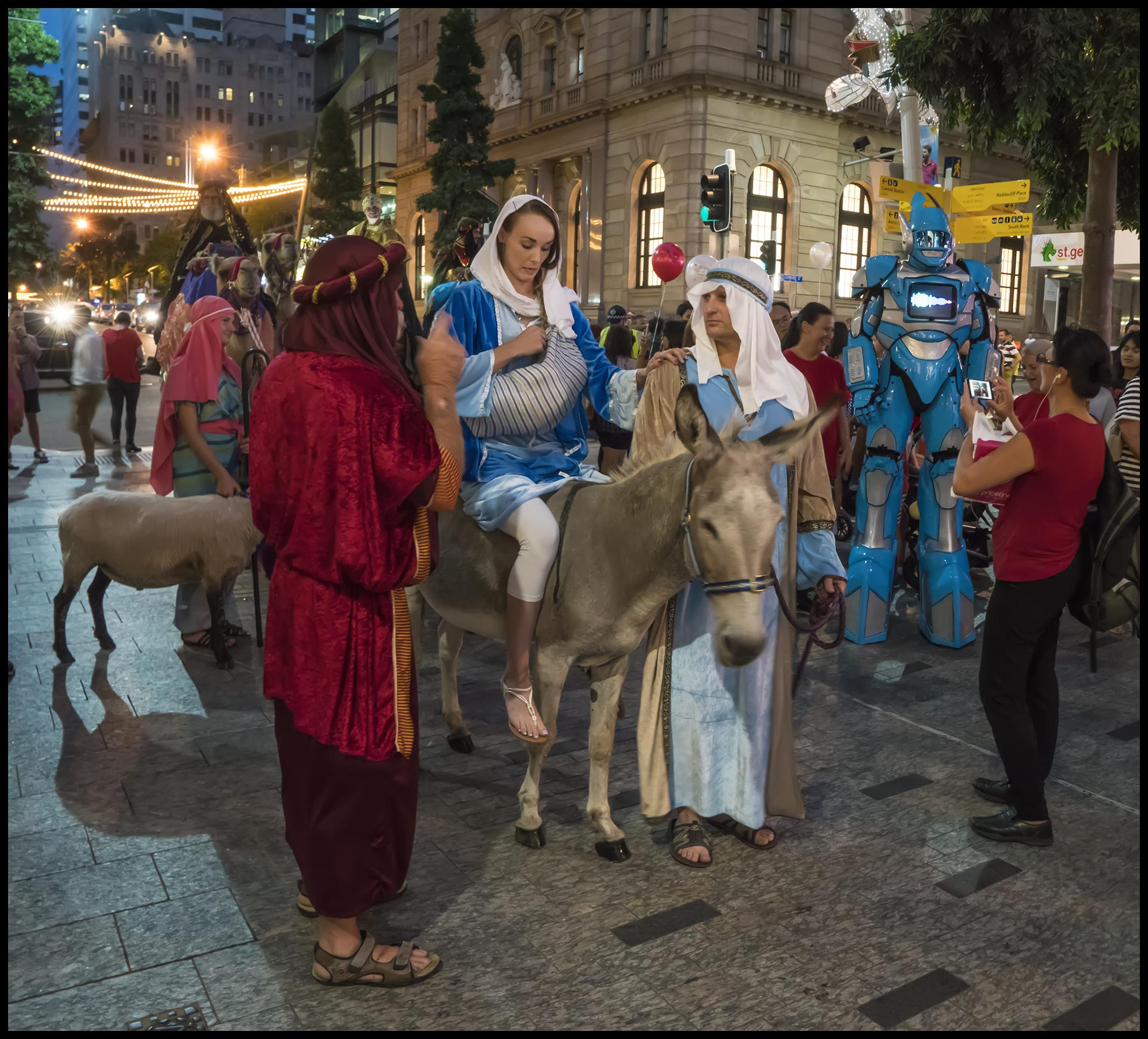
La Brisbane Queen St Mall Christmas Parade

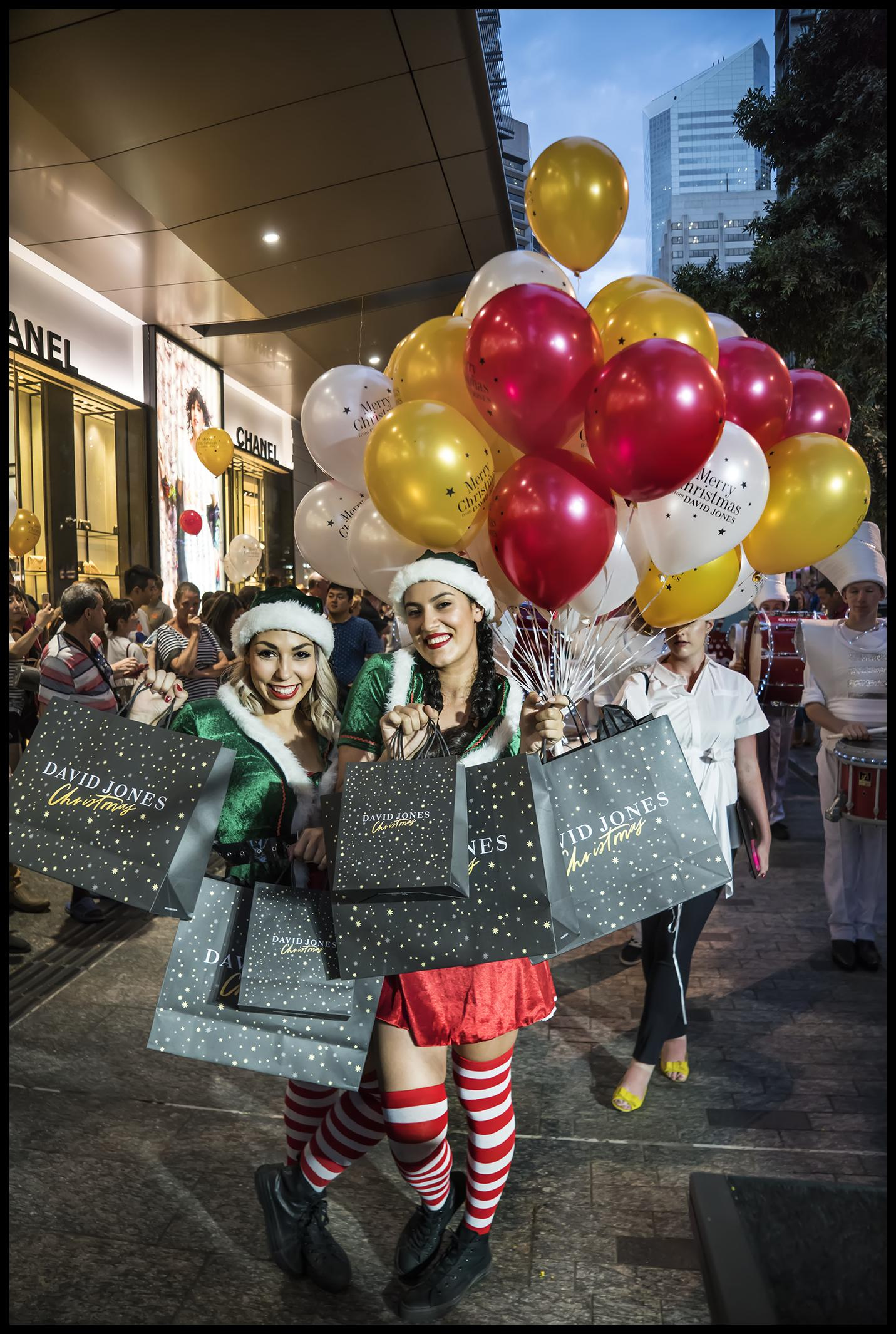
La Brisbane Queen St Mall Christmas Parade
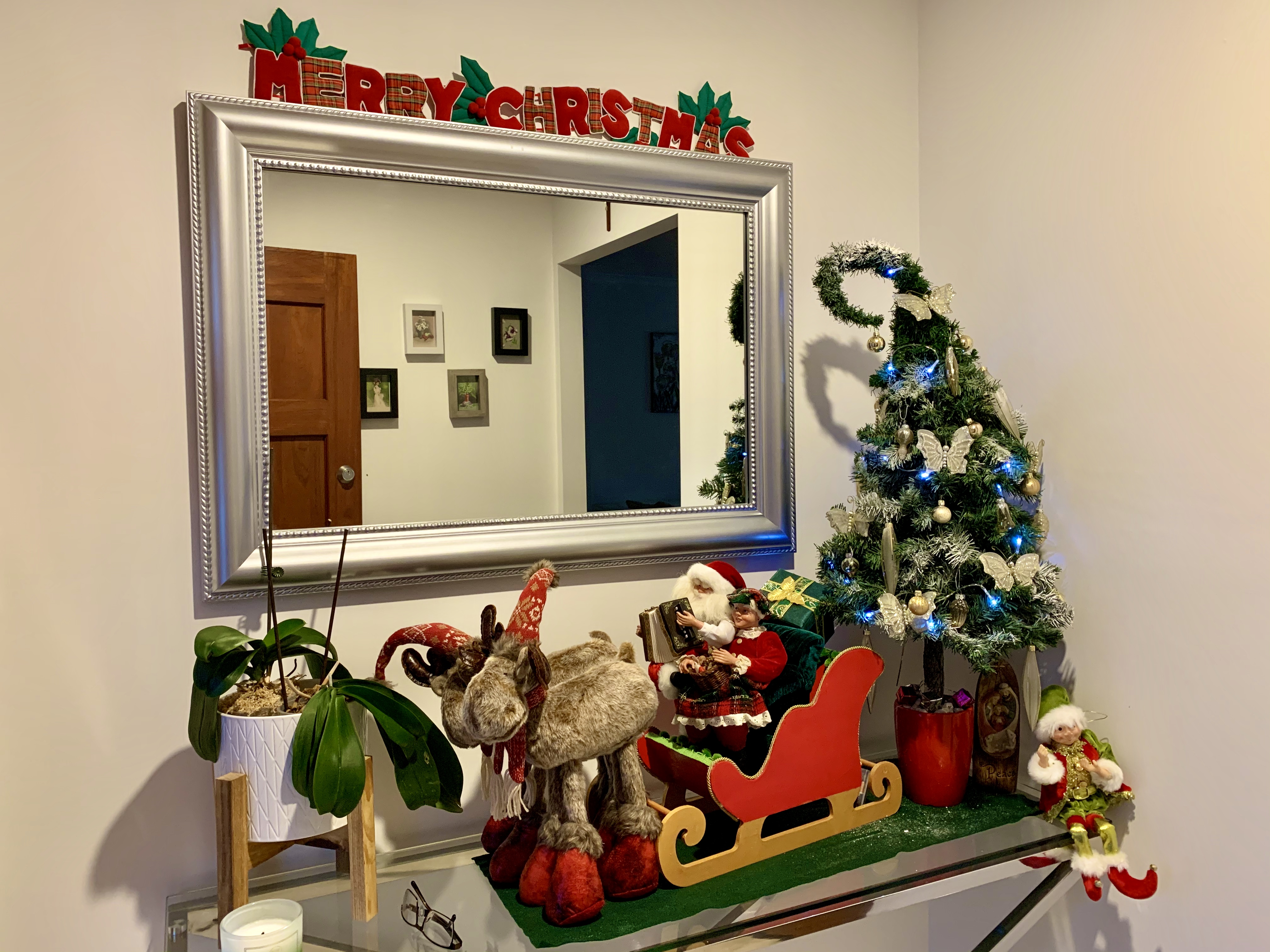
Decorazioni natalizie in un'abitazione di Chapel Hill (Queensland)
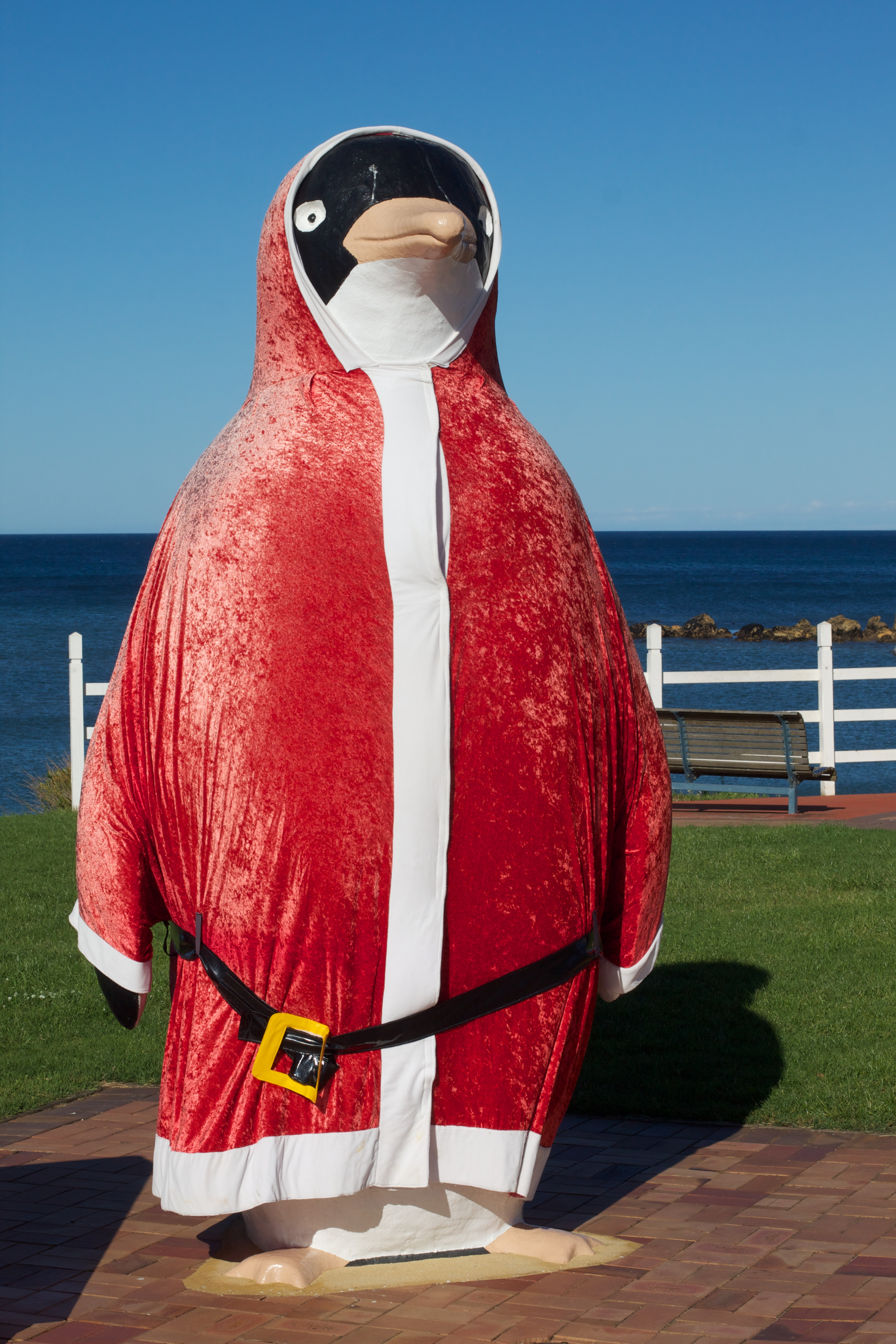
Pupazzo raffigurante un pinguino nelle vesti di Babbo Natale in Tasmania